# 804
804 (DCCCIV) fue un año bisiesto comenzado en lunes del calendario juliano, en vigor en aquella fecha.

## Acontecimientos
- 25 de marzo: en la isla de Java se escribe la inscripción de Sukabumi, el primer documento del idioma javanés.
- Carlomagno concluye la conquista de Sajonia.
- Guillermo I de Tolosa, Tolosa, se retira a un monasterio.
- En el Becerro Gótico de Valpuesta (España) se escribe el texto más antiguo conocido en lengua romance y castellana.
- El misionero frisón Liudger se convierte en el primer obispo de Münster.
- Ludovico Pío funda la diócesis de Halberstadt.
- Según los cálculos del religioso galorromano Gregorio de Tours (538-594) el fin del mundo sucedería entre el 799 y el 806.

## Nacimientos
- Fujiwara no Yoshifusa, regente japonés (f. 872).
- Luis el Germánico, rey carolingio (f. 876).
- Ermengarda de Tours esposa de Lotario I.

## Fallecimientos
- Alcuino de York, obispo de Tours y consejero de Carlomagno.
- Ibrahim Al-Mausili, cantante iraquí (n. 742).